# النور کاتن
النور کاتن (انگلیسی: Eleanor Catton؛ زادهٔ ۲۴ سپتامبر ۱۹۸۵) نویسندهٔ کانادایی الاصل نیوزیلندی است.
وی به خاطر نگارش کتاب پرفروغ‌ها برنده جایزهٔ ادبی ۵۰ هزار پوندی من بوکر سال ۲۰۱۳ شده است.
وی پس از کری هیوم دومین نویسنده نیوزیلندی است که جایزه من بوکر را به خانه می‌برد.

## زندگی‌نامه
النور کاتن زمانی که پدرش در دانشگاه وسترن انتاریو شهر لندن انتاریو کانادا مشغول تحصیل بود به دنیا آمد. النور ۶ ساله بود که به همراه خانواده به نیوزلند بازگشت و در شهر کرایست‌چرچ ساکن شدند. النور کاتن در دانشگاه کانتربوری ادبیات انگلیسی خواند و کارشناسی‌ارشدش را در رشته نویسندگی خلاق در دانشگاه ویکتوریا در ولینگتون به اتمام رساند.

در سال ۲۰۰۸ اولین رمانش به نام تمرین را منتشر کرد که در واقع به عنوان پایان‌نامه کارشناسی ارشدش آن را نوشته بود.
خانم کاتن به همراه همسر آمریکایی خویش در شهر آوکلند زندگی می‌کند.

## جایزه‌ها
- ۲۰۰۹ - جایزه ادبی بیتی ترسک
- ۲۰۰۹ - جایزه ادبیات داستانی زنان
- ۲۰۱۳ - جایزه ادبی من بوکر